# Mesoceration abstrictum
Mesoceration abstrictum är en skalbaggsart som beskrevs av Perkins och Balfour-browne 1994. Mesoceration abstrictum ingår i släktet Mesoceration och familjen vattenbrynsbaggar. Inga underarter finns listade i Catalogue of Life.